# Giovanni Meli
Giovanni Meli także Giovanni Mèli (ur. 4 marca 1740 w Palermo, zm. 20 grudnia 1815 tamże) – włoski poeta i lekarz. 
Jako lekarz spędził 5 lat (1767-72) w wiosce Cinisi niedaleko Palermo, gdzie wśród piękna przyrody ukształtował się świat jego poezji sielankowych. W 1787 r. objął katedrę chemii w Akademii Studiów w Palermo; w tym samym roku opublikował swoje dzieło poetyckie Poesi siciliani w 5 tomach (wznowione, powiększone o różne wiersze w 1814 r. w 7 tomach). Wśród jego poezji wyróżniają się Elegii i słynna La Bucolica w modnym wówczas stylu arkadyjskim, któremu Meli dodał oryginalne, własne cechy: bardzo osobistą świeżość, a także nutę dowcipu i karykatury, co zademonstrował w poemacie La Fata gallanti, w satyrach, farsach, fraszkach i w Origini di lu munnu, które jest jego arcydziełem w tej dziedzinie. Ideały moralne XVIII wieku pojawiają się w jego prozie, w Favuli murali, arcydziele gatunku, w którym Meli powierzył mądremu światu zwierząt wyraz swojego ideału „honoru i uczciwości”. Wśród innych najbardziej znanych kompozycji napisał sielankę Polemuni, Piscatoria i Ditirammu. Meli pisał w dialekcie zachodniosycylijskim, który podniósł do rangi języka literackiego.